# Saint-Léon (Gironde)
Saint-Léon is een gemeente in het Franse departement Gironde (regio Nouvelle-Aquitaine) en telt 242 inwoners (1999). De plaats maakt deel uit van het arrondissement Bordeaux.

## Geografie
De oppervlakte van Saint-Léon bedraagt 4,5 km², de bevolkingsdichtheid is 53,8 inwoners per km².
De onderstaande kaart toont de ligging van Saint-Léon (Gironde) met de belangrijkste infrastructuur en aangrenzende gemeenten.

## Demografie
Onderstaande figuur toont het verloop van het inwonertal (bron: INSEE-tellingen).